# Ardisia brevipetiolata
Ardisia brevipetiolata là một loài thực vật có hoa trong họ Anh thảo. Loài này được (Merr.) Merr. mô tả khoa học đầu tiên năm 1923.